# Jan van 't Hooft

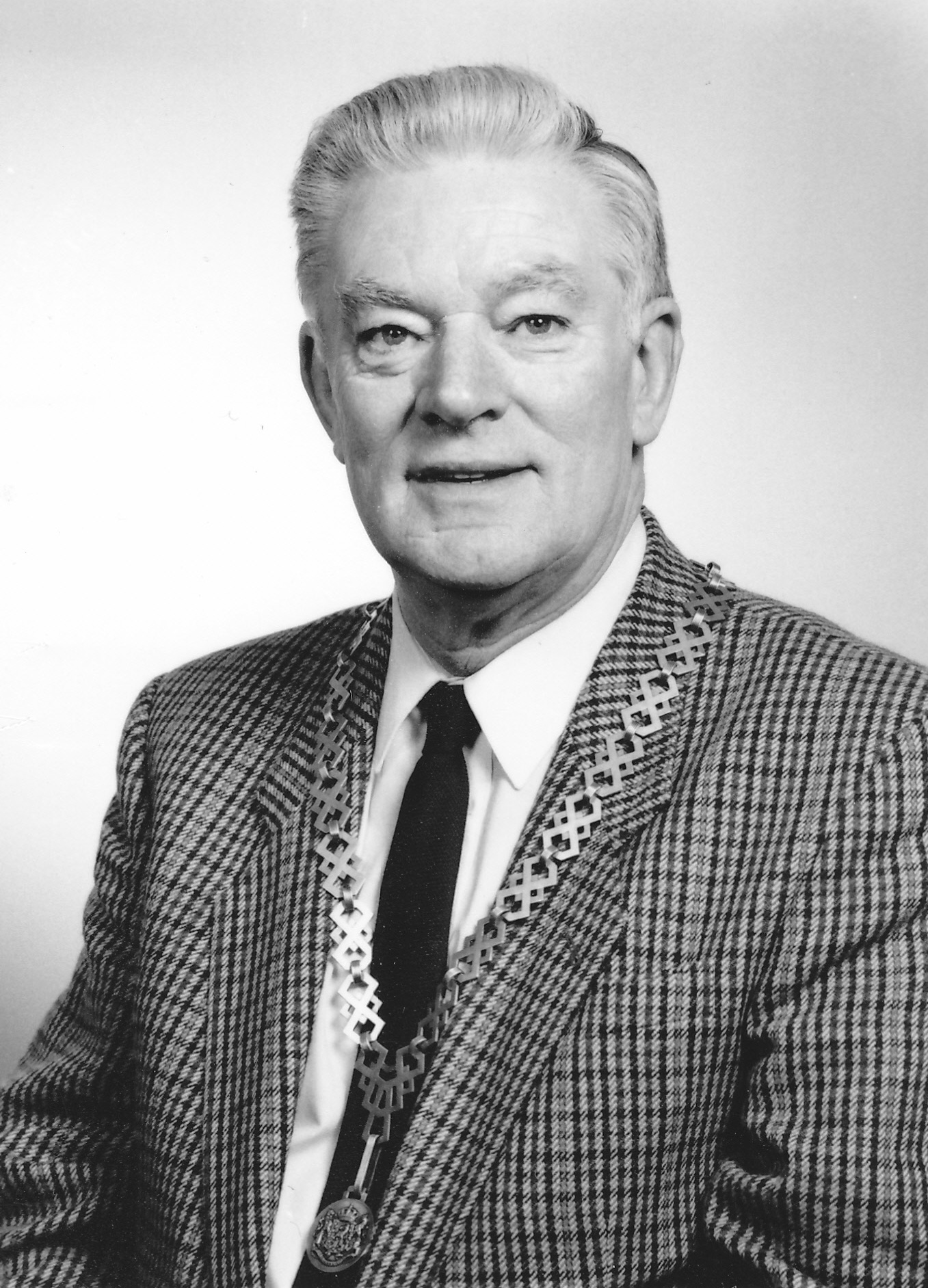
Jan van 't Hooft als burgemeester van Helden (1987)

Jan van ’t Hooft (Heerlen, 29 september 1926 – Maastricht, 31 augustus 2010) was een Nederlands politicus van het de KVP en later het CDA.
Hij zat 21 jaar in het onderwijs en was daarnaast 12 jaar zowel gemeenteraadslid als wethouder in Hoensbroek. In 1970 werd Van 't Hooft burgemeester van Ubach over Worms en in 1977 volgde zijn benoeming tot burgemeester van Helden wat hij tot 1991 zou blijven. In 1994 verscheen het door hem geschreven boek Gewoon doorgaan! : levensvreugde, -vragen en verdriet van een burgemeester : herinneringen ... het weer beleven. In dat jaar was hij ook enige tijd waarnemend burgemeester van Brunssum. Verder was hij jarenlang voorzitter van de Limburgse Federatie voor Amateurtoneel (LFA) en bestuurslid van enkele onderwijs-organisaties; zo is hij de voorzitter geweest van Middelbaar Onderwijs Limburg.
Vanaf 2000 volgden nog meer publicaties waaronder enkele jeugdboeken zoals Rik een deugniet dat hij baseerde op herinneringen aan zijn eigen jeugd in de jaren dertig in Zuid-Limburg. In 2010 overleed Van 't Hooft op 83-jarige leeftijd.
- International Standard Name Identifier: 0000 0003 8793 1723
- Nederlandse Thesaurus van Auteursnamen: 126067643
- Virtual International Authority File: 281006809
- WorldCat: E39PBJfH3TF4dYYpRHjQgpwgrq